# 馬爾他空軍總部
馬爾他空軍總部（英語：Air Headquarters Malta）是第二次世界大戰期間英國皇家空軍的海外司令部。它於1941年12月28日成立，在空軍中將休·普格·勞埃德的領導下更名為英國皇家空軍地中海基地(RAFMediterranean)。勞埃德於1941年6月1日被任命為馬爾他空軍司令。
1940年6月11日至1942年11月20日期間，馬爾他被軸心國軍隊包圍，馬爾他空軍總部發揮了關鍵的防禦作用。1943年，它成為地中海空軍司令部(MAC)下盟軍的主要指揮分中心。盟軍開始進攻義大利西西里島。
馬爾他空軍總部一直在英國指揮下運作，直到1968年解散。1979年英國從馬爾他撤軍。